# Daniel Roche
Daniel Roche (París, 26 de julio de 1935-19 de febrero de 2023) fue un historiador francés. Fue profesor del Collège de France desde 1998; y profesor honorífico de esta institución. Sus trabajos se centraban en la historia cultural y social de la Francia del antiguo régimen. 

## Trayectoria
Roche destacó con su tesis sobre las academias en la provincia, de 1973, que publicó como Le siècle des Lumières en Province, académies et académies provinciaux (1978). 
Ha analizado la moda moderna, en La Culture des apparences; el nacimiento de la sociedad de consumo, en Histoire des choses banales; o los transportes durante la modernidad, en Voitures, chevaux, attelages.
Sus estudios sobre la movilidad culminaron en un enorme Humeurs vagabondes: de la circulation des hommes et de l'utilité des voyages, fechado entre 1955 y 2002. Pero su indagación ha proseguido después.
En el Collège de France, Roche ha explicado la historia de las Luces (1999-2005).

## Obras
- Le Siècle des Lumières en province: académies et académiciens provinciaux, 1689-1789, París-La Haya, Mouton, 1978, 2 vols.
- Le Peuple de Paris: essai sur la culture populaire au s. XVIII, París, Aubier, 1981.
- Journal de ma vie: édition critique du journal de Jacques-Louis Ménétra, compagnon vitrier au s. XVIII, París, Montalba, 1982.
- Les Français et l'Ancien Régime, I - La Société et l'État, II - Culture et Société, París, A. Colin, 1984, 2 vols. (con Pierre Goubert).
- Les Républicains des Lettres gens de culture et Lumières au s. XVIII, París, A. Fayard, 1988.
- La Culture des apparences: essai sur l'histoire du vêtement aux ss. XVII y XVIII, París, Fayard, 1989
- La France des Lumières, París, Fayard, 1993.
- Le monde des Lumières, 1999 (or. Roma-Bari, Laterza, 1997). Tr.: Diccionario histórico de la Ilustración, dirigido con Vincenzo Ferrone, Madrid, Alianza, 1998; ISBN 978-84-206-5256-6
- Histoire des choses banales: naissance de la société de consommation, ss. XVIII y XIX, París, Fayard, 1997.
- Les Écuries royales ss. XVI y XVIII, Association pour l'Académie d'art équestre de Versailles, París, 1998.
- Voitures, chevaux, attelages du s. XVI al XIX, Association pour l'Académie d'art équestre, París, 2001.
- Humeurs vagabondes: de la circulation des hommes et de l'utilité des voyages, París, Fayard, 2003.
- À l'ombre du cheval, París, Fayard, 2008.
- Les circulations dans l'Europe moderne, París, Fayard, 2011.

## Distinciones
- 1989: Miembro de la Academia Europea de Ciencias y Artes
- 1992: Gran 'Prix national d'histoire'
- 1992: Officier des Arts et Lettres
- 1996: Chevalier de l'Ordre national du Mérite
- 2000: Miembro de la Academia Estadounidense de las Artes y las Letras
- 2001: Grand Prix d'histoire de la ville de Paris
- 2001: Prix Pégase
- 2002: Miembro de la Académie britannique
- 2005: Doctor honoris causa de la Universidad de Verona
- 2008: Doctor honoris causa de la Universidad de Ginebra

## Enlaces
- Page de Daniel Roche en la página Collège de France
- Entretien de Daniel Roche avec Thierry Paquot et Corinne Martin Archivado el 1 de marzo de 2014 en Wayback Machine. para Urbanisme, el 27-3-2003.

- Datos: Q946091
- Multimedia: Daniel Roche (historian) / Q946091